# Teuchophorus dimorphus
Teuchophorus dimorphus är en tvåvingeart som beskrevs av Henk J.G. Meuffels och Patrick Grootaert 2004. Teuchophorus dimorphus ingår i släktet Teuchophorus och familjen styltflugor. Inga underarter finns listade i Catalogue of Life.